# 東員町
東員町（とういんちょう）は、三重県員弁郡に属している町。1967年（昭和42年）4月に町制を施行した。2003年（平成15年）には員弁郡の他の4町が合併していなべ市となり、東員町は員弁郡に属する唯一の町となった。

## 地理
町の中央を員弁川が東流し、北部にゆくにつれ標高100m前後のゆるやかな丘陵を形成している。東は桑名市、西はいなべ市、南は四日市市、北は丘陵を経て桑名市多度町に隣接し、東西5km、南北7.3km、総面積22.68km2の行政区域を有する都市近郊農村である。名古屋市への通勤圏に含まれ（名古屋都市圏）、共働きの核家族世帯が多い。

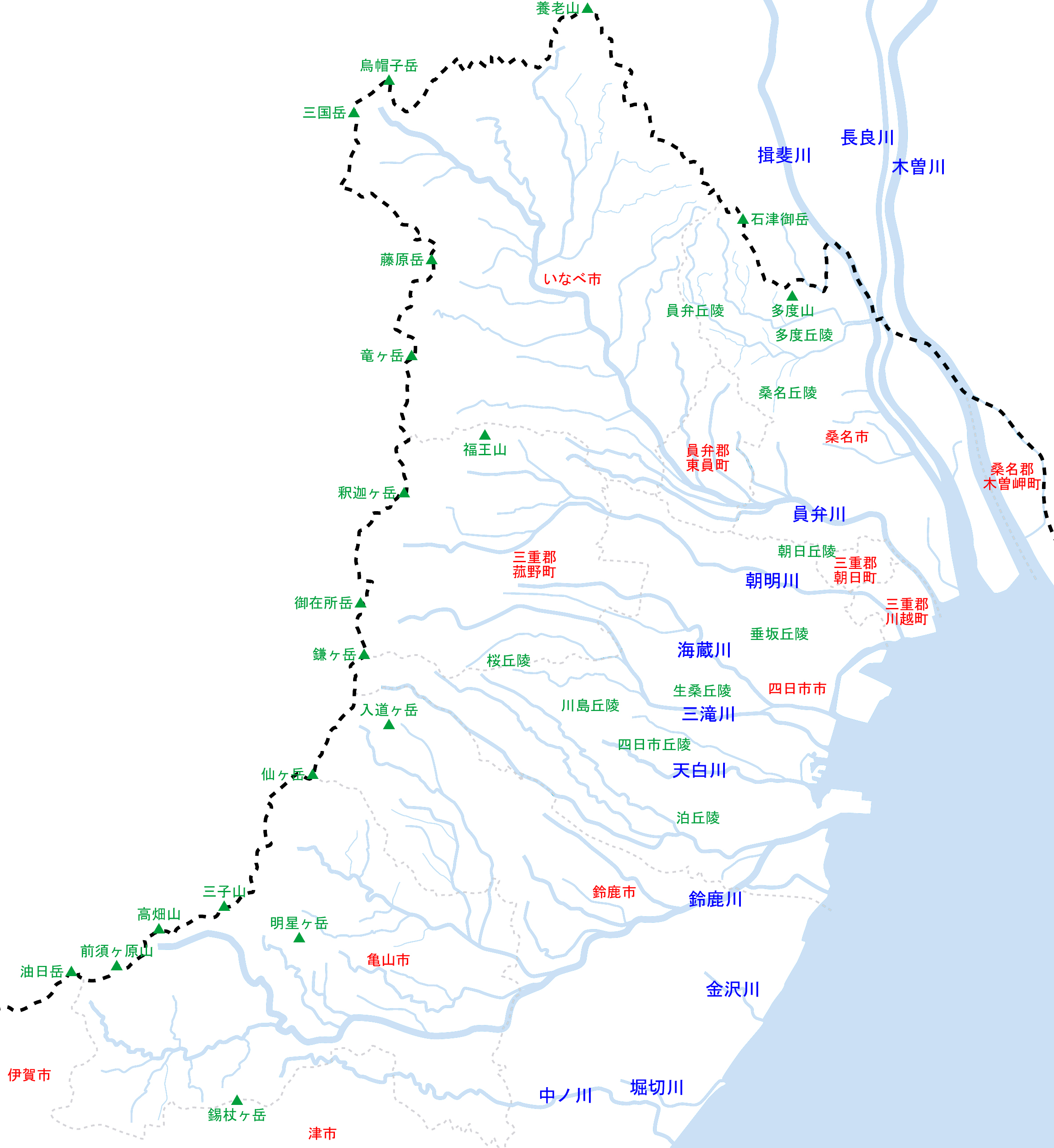
三重県北部を流れる河川の位置関係。濃い破線は県境、薄い破線は市町村境。河川名は木曽川水系以外は水系本川のみ記載。

### 隣接している自治体
- 桑名市、四日市市、いなべ市

## 歴史
- 1954年（昭和29年）11月3日 - 大長村・稲部村・神田村が合併して東員村が発足。
- 1955年（昭和30年）2月1日 - 久米村の一部（大字中上）を編入。
- 1967年（昭和42年）4月1日 - 東員村が町制施行して東員町となる。

## 人口
| |                                        |  |
| 東員町と全国の年齢別人口分布（2005年） | 東員町の年齢・男女別人口分布（2005年） |  |
| ■紫色 ― 東員町 ■緑色 ― 日本全国 | ■青色 ― 男性 ■赤色 ― 女性              |  |
| 東員町（に相当する地域）の人口の推移 \| 1970年（昭和45年） \| 9,562人 \| \| \| 1975年（昭和50年） \| 10,770人 \| \| \| 1980年（昭和55年） \| 15,538人 \| \| \| 1985年（昭和60年） \| 18,949人 \| \| \| 1990年（平成2年） \| 25,447人 \| \| \| 1995年（平成7年） \| 26,235人 \| \| \| 2000年（平成12年） \| 26,305人 \| \| \| 2005年（平成17年） \| 25,897人 \| \| \| 2010年（平成22年） \| 25,661人 \| \| \| 2015年（平成27年） \| 25,344人 \| \| \| 2020年（令和2年） \| 25,784人 \| \| |                                        |  |
| 総務省統計局 国勢調査より |                                        |  |
| 1970年（昭和45年） | 9,562人                                |  |
| 1975年（昭和50年） | 10,770人                               |  |
| 1980年（昭和55年） | 15,538人                               |  |
| 1985年（昭和60年） | 18,949人                               |  |
| 1990年（平成2年） | 25,447人                               |  |
| 1995年（平成7年） | 26,235人                               |  |
| 2000年（平成12年） | 26,305人                               |  |
| 2005年（平成17年） | 25,897人                               |  |
| 2010年（平成22年） | 25,661人                               |  |
| 2015年（平成27年） | 25,344人                               |  |
| 2020年（令和2年） | 25,784人                               |  |

## 行政
- 町長：水谷俊郎
- 町議会：議員定数14名

※なお、衆議院議員選挙の選挙区は「三重県第3区」、三重県議会議員選挙の選挙区は「いなべ市・員弁郡選挙区」（定数：2）となっている。

## 経済

### 産業

#### 本社を置く企業
- 株式会社イズミ（グレーチングの製造）
- シグマー技研（減速機などの製造）
- 有限会社サトー工業（家屋解体・産業廃棄物中間処理）
- 三重重工業株式会社（グレーチング、水門扉他の製造）

#### 工場を置く企業
- ADEKA三重工場
- NTN精密樹脂製作所
- TOYO TIRE桑名工場
- テクマ東員工場
- 浜乙女三重工場

### 日本郵政グループ
（2012年12月現在）
- 日本郵便株式会社

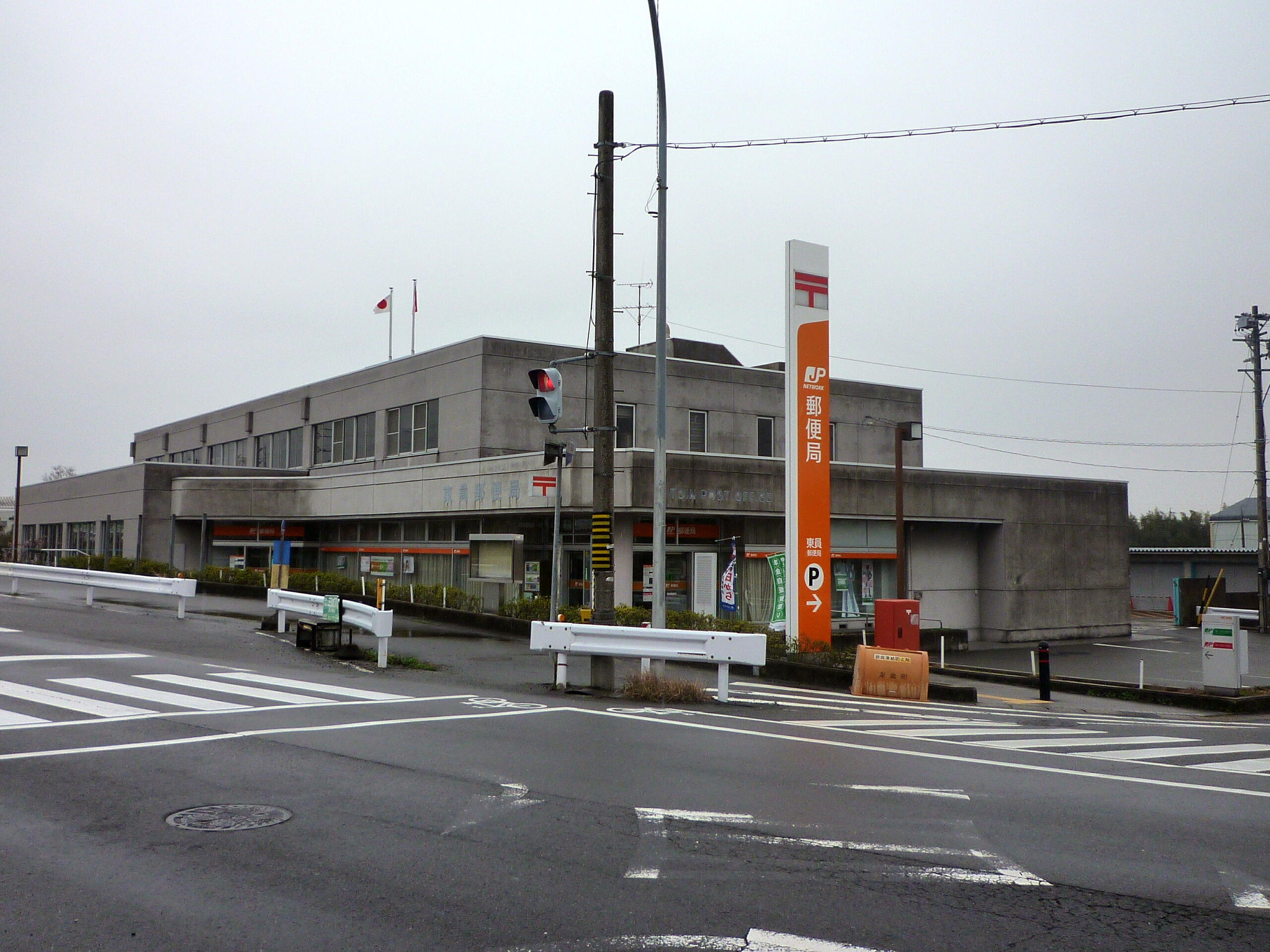
東員郵便局

  - 東員郵便局（大木） - 集配局。ゆうちょ銀行ATMのホリデーサービス実施局。
  - 東員笹尾郵便局（笹尾東）
  - 東員六把野（ろっぱの）郵便局（六把野新田）
  - 東員笹尾西簡易郵便局（笹尾西）→現在は廃止。
  - 東員穴太（あのう）簡易郵便局（穴太）
  - 東員鳥取簡易郵便局（鳥取）→現在は廃止。
  - 東員南大社（みなみおおやしろ）簡易郵便局（南大社）
  - 中上（なかがみ）簡易郵便局（中上）

※東員町内の郵便番号は「511-02xx」（いなべ市の旧員弁郡員弁町域・旧員弁郡大安町域と同じ／東員郵便局の集配担当）となっている。

### 商業
主な商業施設
- イオンモール東員

## 姉妹都市・提携都市
- 宮川村（三重県多気郡）現、大台町
  - 1997年（平成9年）友好親善提携[6]。宮川村出身の東員町在住者による仲介により1992年（平成4年）頃から議員や住民同士の交流を開始し、提携まで漕ぎ着けた[6]。

## 教育
東員町では胎児から義務教育終了までの「16年一貫教育」を掲げ、地域と家庭の一体化した教育、中学卒業までを見据えた教育を推進している。

### 中学校
- 東員町立東員第一中学校
- 東員町立東員第二中学校

### 小学校
- 東員町立三和小学校
- 東員町立稲部小学校
- 東員町立神田小学校
- 東員町立笹尾西小学校
- 東員町立笹尾東小学校
- 東員町立城山小学校

## 交通

### 鉄道
- 三岐鉄道
  - 北勢線：東員駅 - 穴太駅

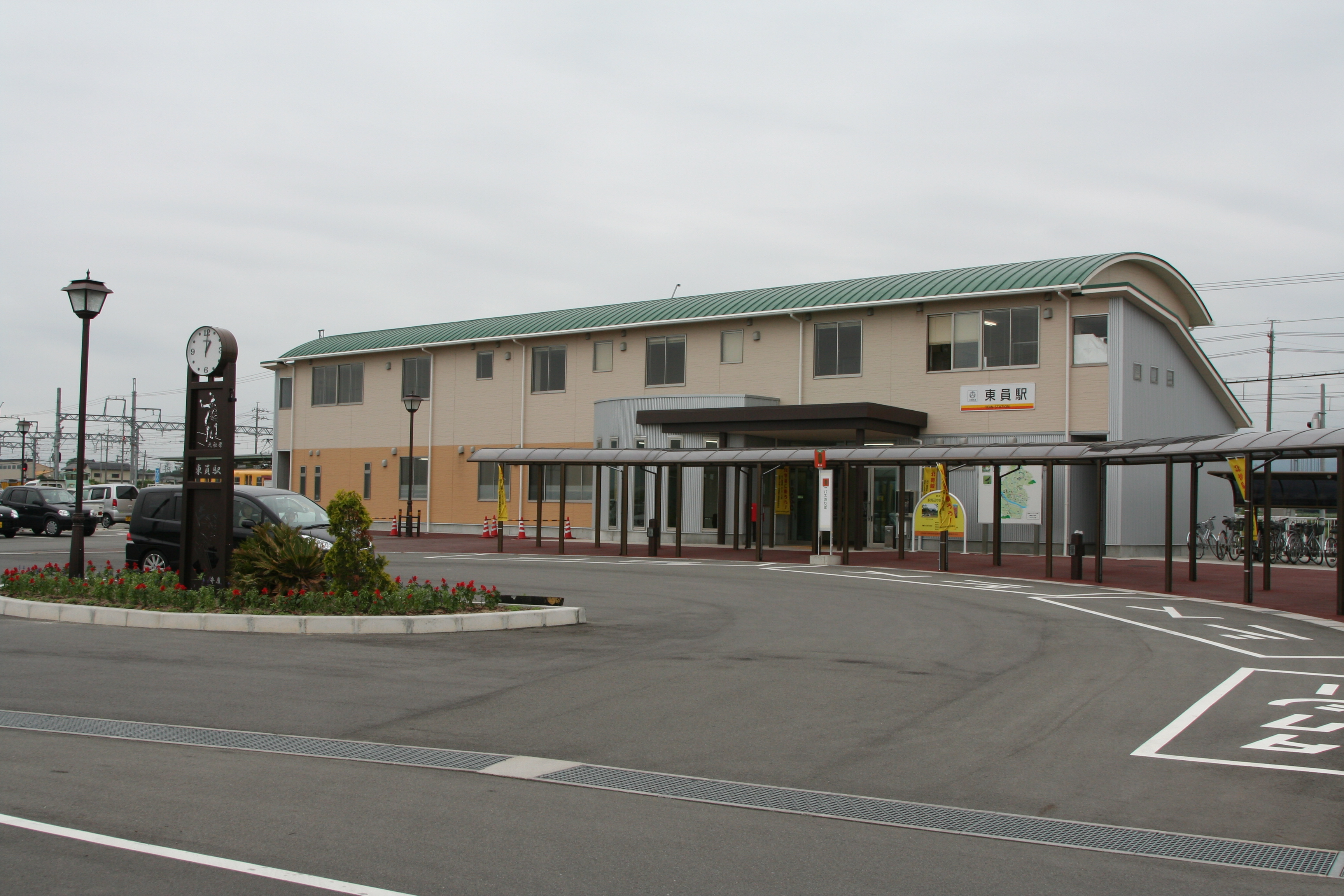
東員駅

  - このほか、三岐線も町内を通過しているが駅はない。1997年に移転するまでは大長駅（現・北勢中央公園口駅）が設置されていた。

### バス

#### 高速バス
- 名古屋桑名高速線： 名古屋（名鉄バスセンター） - 大山田団地・西桑名ネオポリス （三重交通）
- 栄桑名高速線： 栄（オアシス21）- 大山田団地・西桑名ネオポリス （三重交通）

#### 一般路線バス
- 三重交通
- 八風バス
- 東員町オレンジバス（コミュニティバス）

### 道路
高速道路
- 東海環状自動車道 : (20)東員IC - （四日市市）

一般国道
- 国道365号
- 国道421号

主要地方道
- 三重県道3号桑名大安線
- 三重県道9号四日市員弁線
- 三重県道14号菰野東員線
- 三重県道26号四日市多度線

一般県道
- 三重県道142号桑名東員線
- 三重県道556号大泉東停車場北大社線
- 三重県道612号多度東員線
- 三重県道623号四日市東員線

## 名所・旧跡・観光スポット・祭事・催事

### 観光・レジャー
- 笹尾中央公園
- 中部公園
- 山田溜公園

### 祭事・催事
- 大社祭・春の大祭（上げ馬神事・流鏑馬）：4月第一土曜日と翌日（例外有 - 猪名部神社）
- 六把野獅子舞
- 東員町まちづくりふれあいフェスティバル：7月下旬（～2004年：陸上競技場多目的グラウンド　2005年～2007年：中部公園　2008年〜：陸上競技場多目的グラウンド　ただし、2009年は新型インフルエンザの影響で中止、2010年以降は開催されていない）
- 町音楽祭：2月中旬（東員町総合文化センターひばりホール）
- スプリングウインドコンサート（東員第一中学校・第二中学校吹奏楽部合同定期演奏会）：4月中旬または下旬（東員町総合文化センターひばりホール）
- 東員「日本の第九」演奏会：12月23日（東員町総合文化センターひばりホール）
- 石取祭（六把野・穴太・山田・瀬古泉・鳥取・大木・八幡・南大社地区）：7～8月

### スポーツ施設
- 東員町スポーツ公園
  - 東員町スポーツ公園陸上競技場

## 名産・特産品
- やぶさめ最中
- やしろ豆
- 梅幸あられ

## 著名な出身者

### 政治家・経済人
- 江草重忠（有斐閣二代目店主）
- 木村誓太郎（三重県会議長、貴族院議員、衆議院議員）
- 木村秀興（衆議院議員、木村誓太郎の子）
- 木村俊夫（外務大臣、木村秀興の子）
- 種村均（中日本高速道路会長、ノリタケカンパニーリミテド社長） ※町民栄誉賞受賞
- 土井藤右衛門（会社役員）

### 芸能・文化人
- 加藤てつお（作詞家・作曲家）
- 松本幸四郎 (7代目)（歌舞伎役者）
- 石垣定哉(洋画家)　町役場内にミニギャラリーがある。

### スポーツ選手
- 星野智樹（プロ野球投手） ※町民栄誉賞受賞
- 石垣幸大（プロ野球選手）
- 中谷潤人（プロボクサー）